# Małec
Małec is een plaats in het Poolse district Dąbrowski, woiwodschap Klein-Polen. De plaats maakt deel uit van de gemeente Radgoszcz en telt 560 inwoners.